# David Smith (strzelec)
David J. Smith (ur. 10 kwietnia 1880 w Biggar w Szkocji, zm. 15 sierpnia 1945 w Johannesburgu) – południowoafrykański strzelec sportowy specjalizujący się w konkurencjach karabinowych. Srebrny medalista olimpijski z Antwerpii.
Zawody w 1920 były jego pierwszymi igrzyskami olimpijskimi. Zdobył tytuł wicemistrza olimpijskiego w strzelaniu z karabinu wojskowego z 600 metrów leżąc. Ponadto startował w czterech konkurencjach drużynowych. Brał udział w igrzyskach w Paryżu w 1924 (dwie konkurencje)